# Kapitän Harmsen
Kapitän Harmsen è una serie televisiva tedesca in 13 episodi trasmessi per la prima volta nel corso di 2 stagioni dal 1969 al 1970.
È una serie d'avventura a sfondo romantico incentrata sulle vicende del capitano William Harmsen che si trasferisce in una villa ereditata nell'esclusivo quartiere di Blankenese ad Amburgo insieme alla famiglia composta da sua moglie Anna, i bambini Karl e Ulla e il nonno.

## Personaggi e interpreti

### Personaggi principali
- Anna Harmsen (13 episodi, 1969-1970), interpretato da Marianne Lindner.
- Karl Harmsen (13 episodi, 1969-1970), interpretato da Gerhard Bormann.
- Ulla Harmsen (13 episodi, 1969-1970), interpretato da Brigitte Rohkohl.
- Olaf Torkilsen (13 episodi, 1969-1970), interpretato da Folmer Rubæk.
- Fiete (13 episodi, 1969-1970), interpretato da Hartmut Bordel.
- Opa (13 episodi, 1969-1970), interpretato da Rudolf Beiswanger.
- Wilhelm Harmsen (12 episodi, 1969-1970), interpretato da Hans Musäus.

### Personaggi secondari
- Werner Prohl (3 episodi, 1969-1970), interpretato da Friedrich Wilhelm Timpe.

## Produzione
La serie fu prodotta dalla Zweites Deutsches Fernsehen. Il regista è Claus Peter Witt (13 episodi, 1969-1970).

### Sceneggiatori
Tra gli sceneggiatori sono accreditati:
- Rainer Avenaruis
- Werner Bruhns
- Helga Feddersen
- Wolfgang Kirchner
- Per Schwenzen

## Distribuzione
La serie fu trasmessa in Germania dal 24 agosto 1969 al 5 aprile 1970 sulla rete televisiva ZDF.

## Episodi
| Stagione         | Episodi | Prima TV Germania |
| ---------------- | ------- | ----------------- |
| Prima stagione   | 7       | 1969              |
| Seconda stagione | 6       | 1970              |